# Walt Ader
Walt Ader (Long Valley, 15 december 1913 – Califon, 25 november 1982) was een Amerikaans Formule 1-coureur. Hij reed 1 race in deze klasse: de Indianapolis 500 in 1950.